# 1426
| 1426               |
| ------------------ |
| Dødsfald - Fødsler |
|                    |

| Gregoriansk kalender | 1426 MCDXXVI            |
| Ab urbe condita      | 2179                    |
| Armensk kalender     | 875 ԹՎ ՊՀԵ              |
| Kinesiske kalender   | 4122 – 4123 乙巳 – 丙午 |
| Etiopisk kalender    | 1418 – 1419             |
| Jødisk kalender      | 5186 – 5187             |
| Hindukalendere       |                         |
| - Vikram Samvat      | 1481 – 1482             |
| - Shaka Samvat       | 1348 – 1349             |
| - Kali Yuga          | 4527 – 4528             |
| Iransk kalender      | 804 – 805               |
| Islamisk kalender    | 829 – 830               |

Konge i Danmark: Erik 7. 1396-1439
Se også 1426 (tal)

## Begivenheder
- Hanseforbundet og Holsten slutter forbund og erklærer Danmark krig, der varer til 1432.

## Født
- Februar - Christian 1., dansk konge fra 1448 til sin død i 1481.

## Dødsfald
- 4. marts – Catharina af Pommern, mor til Christoffer af Bayern (født ca. 1390).